# Richard Matthew Stallman
Richard Matthew Stallman (nevének kezdőbetűiből röviden RMS) (New York, 1953. március 16. –) amerikai szabadszoftver-aktivista. A szabad szoftver (free software) mozgalom alapítója, hacker és szoftverfejlesztő, aki a korlátozások nélkül felhasználható, tanulmányozható, továbbterjeszthető és módosítható szoftverekért kampányol, melyek a szabad szoftver fogalmát alkotják. Ő hozta létre a GNU projektet és alapította a Free Software Foundationt (Szabad Szoftver Alapítvány).

## Életrajz
1953. március 16-án született New Yorkban egyedüli gyerekként. 9 éves volt amikor szülei elváltak, és noha édesanyja később újraházasodott, Stallman magányos gyermekkorra emlékszik vissza, amikor nem érezte úgy hogy otthona lett volna. Már egészen fiatalon érdekelték a számítógépek, annak ellenére hogy akkoriban még nem volt lehetősége hozzáférni. Képes volt azonban, például az IBM 7094 számítógéphez készült használati leírás elolvasása után már papíron programokat írni. Tehetséges volt matematikából és fizikából amik meghatározták a későbbi tanulmányait.
1970-ben felvételt nyert a Harvard Egyetemre, ahol már a kezdetekben ki tudott tűnni a Math55 elnevezésű kurzuson, amelyet a Harvard matematika tanszéke „a feltehetően legnehezebb matematika előkészítő”-nek nevezett. Ekkoriban hangzott el tőle a következő mondat: „Életemben először érzem úgy, hogy a Harvardon végre megtaláltam az otthonomat.”
Mielőtt 1974-ben kiváló minősítéssel végzett volna mint fizikus, 1971-ben dolgozni kezdett az MIT mesterséges intelligencia laboratóriumában, mint programozó. Ebben az időszakban bukkant fel a hacker szubkultúra közegében, ahol „RMS” néven vált ismertté.

## GNU és Copyleft
1983 szeptemberében ő indította el a GNU projektet, azzal a céllal, hogy létrejöjjön egy szabad Unix-szerű operációs rendszer, és azóta is ő a projekt főmérnöke és szervezője. A GNU projekt elindításával párhuzamosan elindította a szabad szoftver mozgalmat is és 1985 októberében megalapította a Free Software Foundationt (Szabad Szoftver Alapítvány). Társalapítója volt a League for Programming Freedom-nak is (Liga a programozás szabadságáért).
Stallman volt a copyleft fogalmának úttörője, amely a copyright kereteken belül biztosítja a szerző és a felhasználó közötti szabad felhasználás továbbadását, lehetővé téve a kultúra szélesebb megosztását. Ő volt számos copyleft felhasználói szerződés szerzője is, többek között a GNU General Public License-é is, amely a legelterjedtebb szabadszoftver-licenc.
Az 1990-es évek közepétől Stallman idejének jelentős részét a szabad szoftverek ügye pártfogásának szentelte, valamint a szoftverszabadalmak és a copyright-monopóliumok túlzott kiterjesztése ellen kampányolt.
Stallman számos elterjedt szoftver szerzője, többek között az ő nevéhez fűződik az eredeti Emacs, a GNU Compiler Collection és a GNU Debugger.